# Crash Bandicoot Purple: Ripto’s Rampage
Crash Bandicoot Purple: Ripto’s Rampage – komputerowa gra platformowa z serii Crash Bandicoot wyprodukowana przez Vicarious Visions i wydana w 2004 roku przez Activision Blizzard. Bohaterami gry w tej części cyklu zostają Crash oraz smok Spyro.